# 육동일 (배우)
육동일(1981년 7월 9일 ~ )은 대한민국의 배우이다.

## 학력
- 서울창신초등학교 졸업
- 대광중학교 졸업
- 경복고등학교 졸업
- 동국대학교 연극영화학과 학사
- 동국대학교 영상대학원 석사

## 출연작

### 영화
- 《꽃비》 (2010년) - 도진 역

### 드라마
| 연도      | 방송 | 제목                               | 역할            | 비고 |
| --------- | ---- | ---------------------------------- | --------------- | ---- |
| 1988-1993 | MBC  | 한지붕 세가족                      | 장만수          |      |
| 1994      | SBS  | 사랑의 향기                        | 신동진          |      |
| 1996      | KBS2 | 컬러 - 그린                        | 소년 박준영     |      |
| 1996      | SBS  | 형제의 강                          | 어린 서준수     |      |
| 1997      | SBS  | 70분 드라마 - '머피와 샐리의 법칙' |                 |      |
| 1997-1998 | KBS  | 신세대 보고 - 어른들은 몰라요      |                 |      |
| 1998      | KBS1 | 살다보면                           | 진현종          |      |
| 1999      | KBS2 | 학교                               | 김인수          |      |
| 1999      | EBS  | 네 꿈을 펼쳐라                     | 민현규          |      |
| 2007      | SBS  | 외과의사 봉달희                    | 소아과 레지던트 |      |
| 2007      | KBS1 | 그대의 풍경                        | 우종민          |      |
| 2007      | SBS  | 완벽한 이웃을 만나는 법            | 형석            |      |
| 2007      | KBS1 | 산너머 남촌에는                    | 봉현            |      |
| 2008      | MBC  | 코끼리                             |                 |      |
| 2008      | SBS  | 신의 저울                          | 김우빈의 친구   |      |
| 2008-2009 | KBS2 | 부부클리닉 사랑과 전쟁 시즌1       |                 |      |
| 2010      | KBS1 | 명가                               | 무봉이          |      |
| 2010      | OBS  | 강력1반                            | 신동민 형사     |      |
| 2010      | KBS2 | 드라마 스페셜 - 빨간 사탕          |                 |      |
| 2011-2012 | KBS2 | 복희 누나                          | 송태주          |      |
| 2012      | KBS2 | 부부클리닉 사랑과 전쟁 시즌2       |                 |      |
| 2016      | KBS2 | 마스터 - 국수의 신                 |                 |      |
| 2016      | KBS2 | 여자의 비밀                        | 최영섭          |      |
| 2018-2019 | KBS1 | 비켜라 운명아                      | 강대식          |      |

### 연극
- 《위대한 신 브라운》

### 광고
- 1992년 농심 짜파게티

## 수상
- 1996년 SBS 연기대상 아역 연기상